# The Last Time Around (1970–1982)
The Last Time Around (1970-1982), 7-CD-box med Ricky Nelson, utgiven 30 augusti 2010 på det tyska skivbolaget Bear Family Records.
Boxen innehåller Ricky Nelsons samtliga bevarade inspelningar från åren 1970 - 1982. En tjock 144-sidig, inbunden bok i LP-format medföljer också boxen. Bland det tidigare outgivna materialet märks en konsertinspelning från 1974 på CD 3.
Detta är den tredje och sista boxen som tillsammans samlar nästintill allt Rick Nelson någonsin spelade in. Den första boxen gavs ut 2001 under namnet The American Dream (1957 - 1962), vilken följdes av For You (1963-1969) 2008.

## Låtlista

### CD 1
1. We've Got Such A Long Way To Go
2. California
3. How Long
4. Sweet Mary
5. Down Along The Bayou Country
6. My Woman
7. Anytime
8. Mr. Dolphin
9. Look At Mary
10. (Can't You See) The Reason Why
11. Life
12. Just Like A Woman
13. The Last Time Around
14. Gypsy Pilot
15. Honky Tonk Women
16. Sing Me A Song
17. Love Minus Zero/No Limit
18. Thank You Lord (lång version)
19. This Train
20. Song For Kristin
21. Song For Kristin (repris)
22. Feel So Good

### CD 2
1. Palace Guard (lång version)
2. So Long Mama
3. I'm Talking About You (version 2)
4. Garden Party
5. Don't Let Your Goodbye Stand
6. I Wanna Be With You
7. A Flower Opens Gently By
8. Let It Bring You Along
9. Are You Really Real
10. Nightime Lady
11. Legacy
12. Evil Woman Child
13. Don't Leave Me Here
14. Someone To Love
15. Wild Nights In Tulsa
16. Lifestream
17. How Many Times
18. Windfall
19. One Night Stand
20. I Don't Want To Be Lonely Tonight

### CD 3
1. Introduction
2. I Don't Want To Be Lonely Tonight
3. Hello Mary Lou
4. She Belongs To Me
5. My Babe
6. The Last Time Around
7. One Night Stand
8. Windfall
9. Louisiana Man
10. Someone To Love
11. Garden Party
12. Honky Tonk Woman
13. Gypsy Pilot
14. Traveling Man
15. Easy To Be Free
16. My Babe (repris)

### CD 4
1. Life (singelversion)
2. Try (Try To Fall In Love)
3. Louisiana Belle
4. Rock And Roll Lady (kort version)
5. Fadeaway
6. Palace Guard (kort version)
7. Thank You Lord (kort version)
8. Song For Kristin (alternativ repris)
9. California Free (tidig version)
10. Try (Try To Fall In Love) (lång version)
11. Louisiana Belle (alternativ mixning)
12. Mystery Train
13. Rock And Roll Lady
14. California Free
15. Truck Drivin' Man
16. Rudy The Fifth Radio Spot
17. Heart Fund commercial 1974
18. Garden Party Radio Spot
19. Windfall Radio Spot

### CD 5
1. You Can't Dance
2. (Love Is) Something You Can't Buy
3. I Wanna Move With You
4. Five Minutes More
5. Gimme Little Sign
6. Stay Young
7. Wings
8. It's Another Day
9. One By One
10. Change Your Mind
11. Everyday I Have To Cry Some
12. Love You So
13. Chump Change Romeo
14. What Is Success
15. Carl Of The Jungle
16. No Words Of Love
17. New Delhi Freight Train
18. Mama, You've Been On My Mind
19. Getting' It On
20. Conversation

### CD 6
1. Dream Lover
2. That's Alright Mama
3. It's All Over Now
4. In My Heart
5. Send Me Somebody To Love
6. Stuck In The Middle
7. It Shall Remain
8. True Love Ways
9. That Ain't The Way Love's Supposed To Be
10. Sleep Tight Good Night Man
11. Rave On
12. Lay Back In The Arms Of Someone
13. Almost Saturday Night
14. Dream Lover
15. Send Me Somebody To Love (alternativ mixning)
16. Lay Back In The Arms Of Someone (alternativ version)
17. Almost Saturday Night (alternativ version)
18. Rave On (alternativ version)
19. Lay Back In The Arms Of Someone (EP-version)
20. Almost Saturday Night (EP-version)
21. Rave On (EP-version)

### CD 7
1. Tired Of Toeing The Line
2. I Can't Take It No More
3. Don't Look At Me
4. It Hasn't Happened Yet
5. Almost Saturday Night
6. Radio Girl
7. Little Miss American Dream
8. Rave On
9. Do The Best You Can
10. Believe What You Say
11. Back To Schooldays
12. The Loser Babe Is You
13. Call It What You Want
14. Believe What You Say (singel version)
15. Doll Hospital
16. No Fair Falling In Love
17. Give 'em My Number